# Pintura antiincrustant

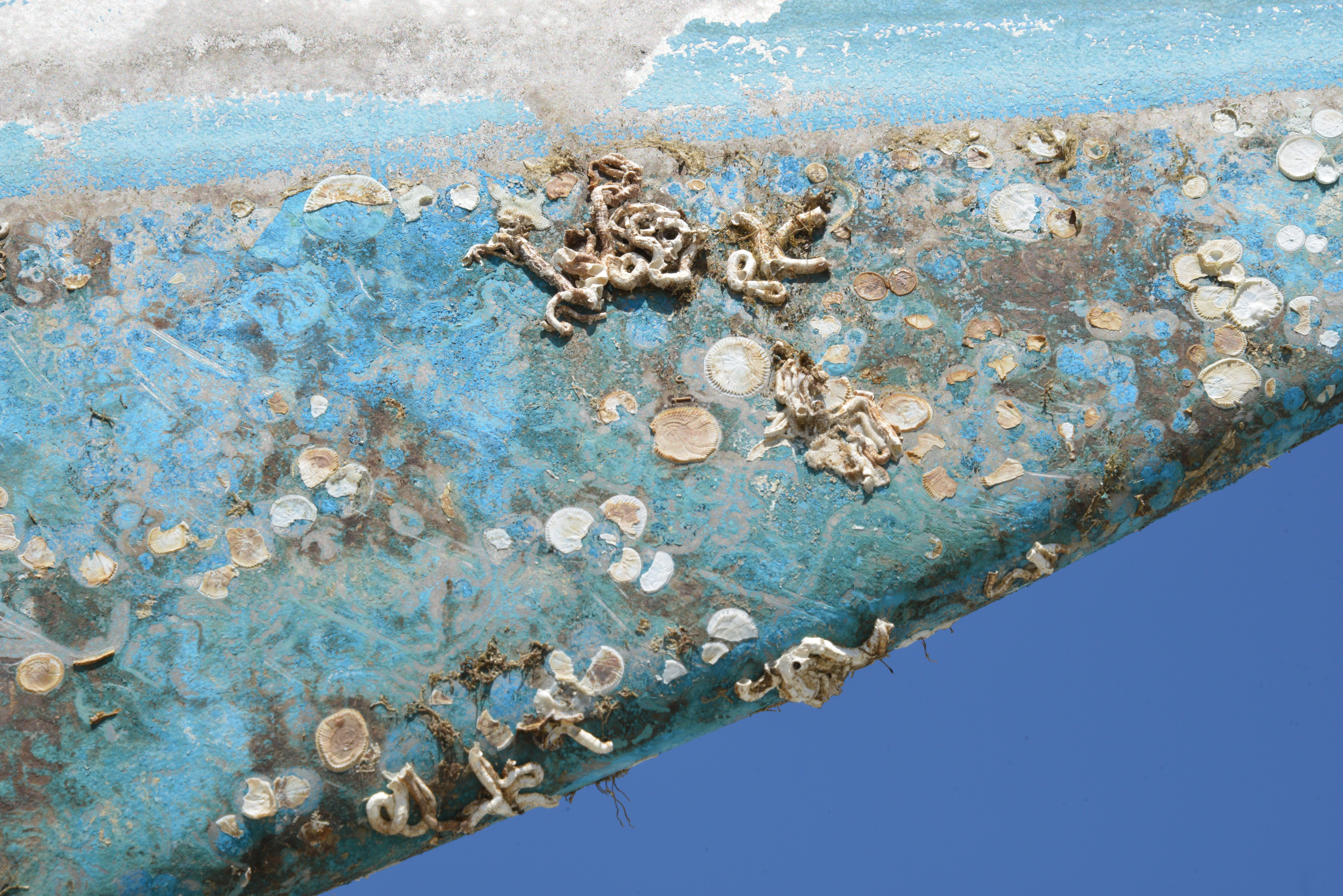
Efectes del fouling o creixement d'algues i altres organismes al buc d'un vaixell.

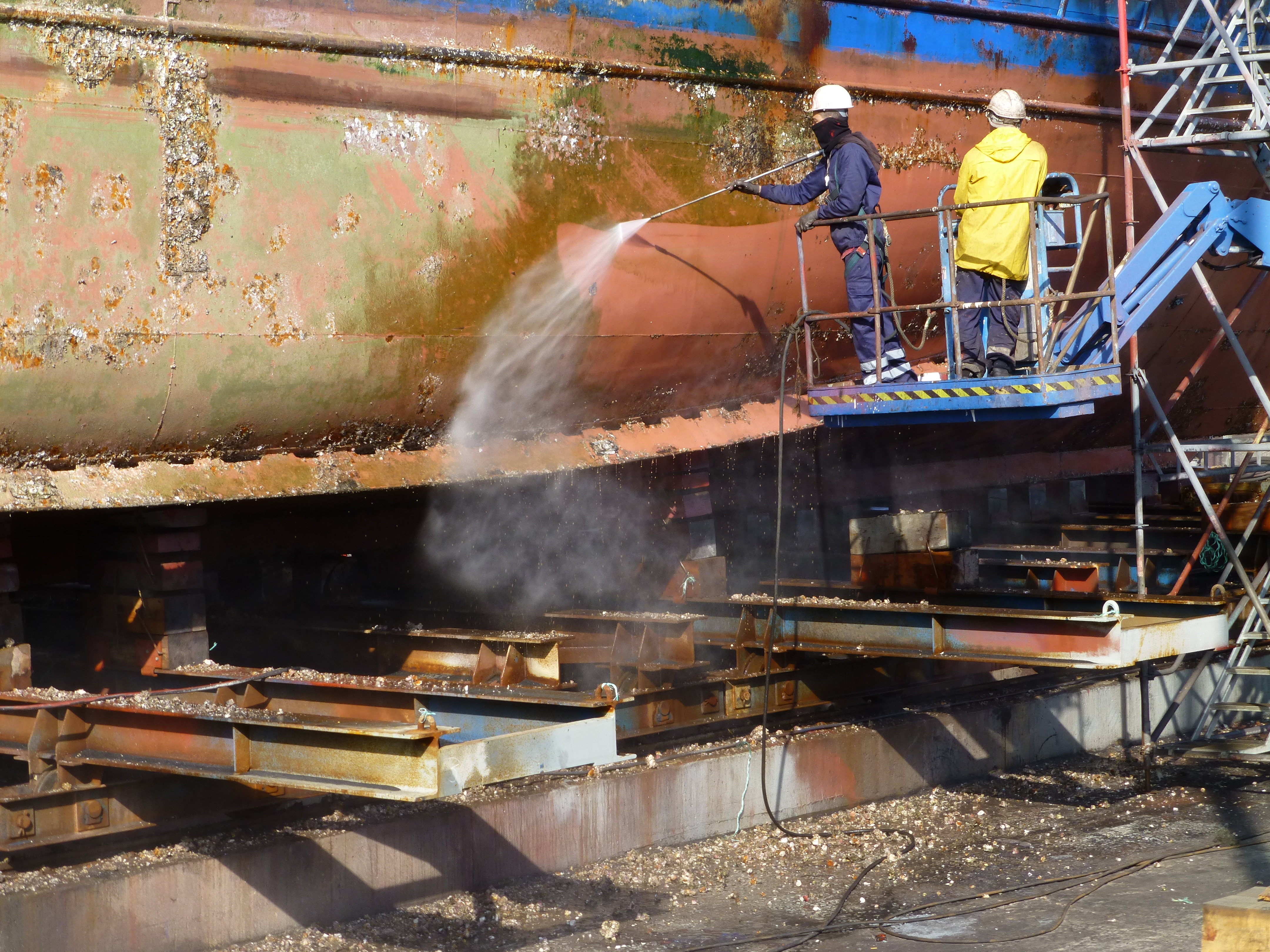
Neteja del buc d'un vaixell pesquer.

La pintura antiincrustant, també coneguda com a antifouling en anglès, és utilitzada en l'obra viva del buc de vaixells per tal de contrarestar el bioincrustament. Aquest consisteix en el creixement d'organismes vegetals i animals al buc del vaixell, augmentant-ne la resistència i provocant possibles danys.

## Composició
Les pintures antiincrustants tradicionals solen contenir agents biocides com l'òxid de coure o el tributil estany. Desenvolupaments més recents inclouen pintures amb base de silicona que evita l'adhesió dels organismes, sense necessitat d'emprar compostos tòxics.